# Tjärbränning

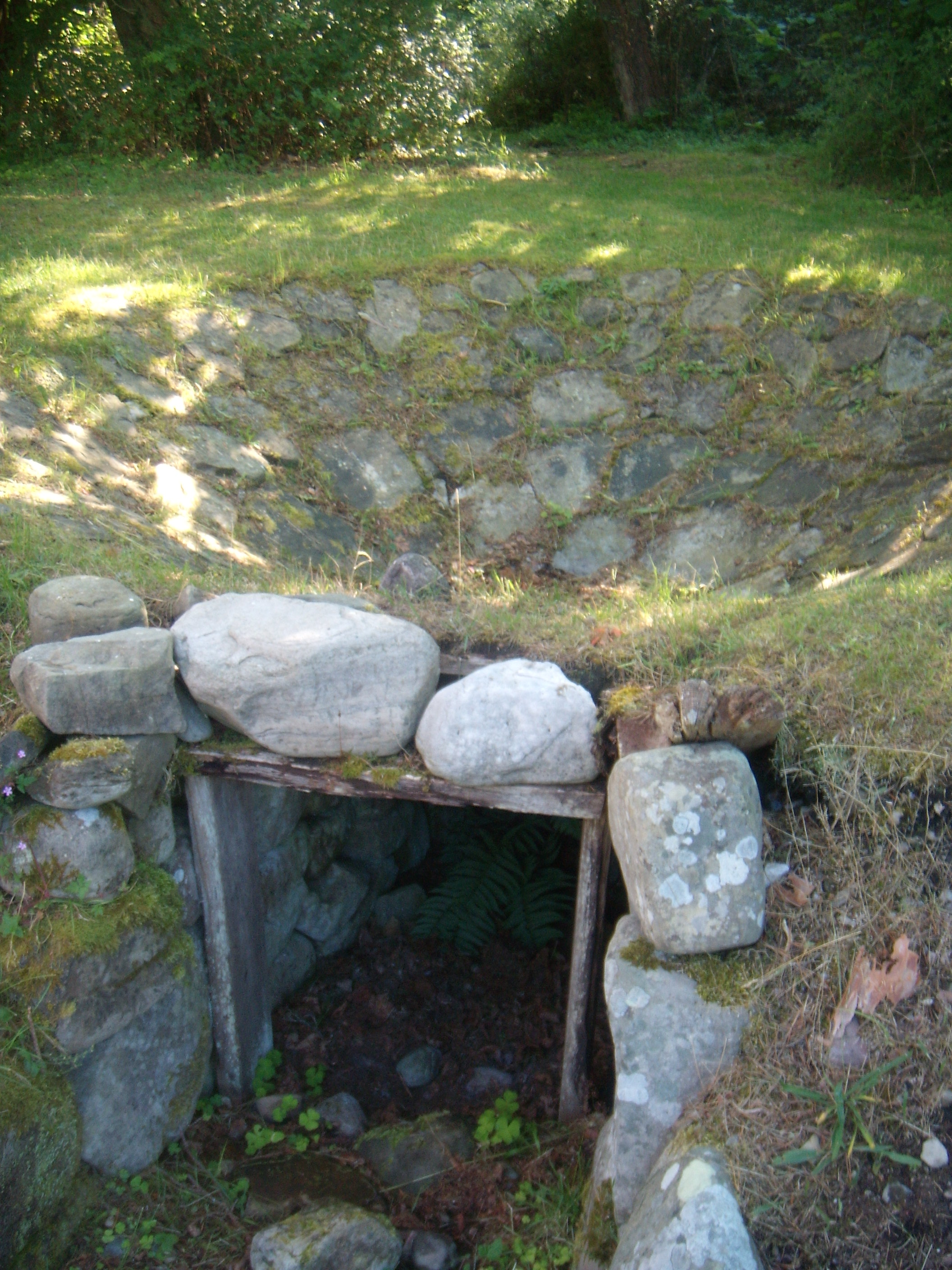
Tjärdal i Trollskogen på Öland.

Tjärbränning är en gammal teknik för att utvinna tjära, känd redan av antikens greker.

## Historik
Man vet att tjära brändes i Norden redan under järnåldern. Då gjorde man det i gropar där tjäran samlades upp i en grop under anläggningen, snarare än som i tjärdalen där man tappade ur den under bränningen. Andra anläggningar för tjärtillverkning var tjärrännan, tjärhällen, tjärstenen, tjärmilan och tjärmyrmilan vilka alla hade regionala utbredningar. Från början av 1900-talet tillverkade man även tjära i tjärfabriker.
Beck (tjära som kokats till en trög massa) och tjära var under århundraden en av Sveriges viktigaste exportvaror. Historisk dokumentation finns genom Hansan på tjärexport från Norden redan under 1300-talet, men det finns indikationer på att man tillverkat tjära för avsalu redan under vikingatid. År 1615 exporterades 13 000 tunnor och under toppåret 1863 utskeppades 227 000 tunnor. 
Sverige var tillsammans med Finland världsledande på exporten fram till 1800-talets senare hälft, 1890 exporterades 6746 ton tjära. Under kommande decennier  minskade produktionen. Behovet av att impregnera tågvirke försvann i takt med segelfartygens avveckling. Andra impregneringsoljor började också tillverkas av bland annat petroleum. Svensk dalbränd kvalitetstjära som såldes under varumärken som Stockholmstjära eller Umeå tjärexport AB fanns dock tillgänglig långt in på 1900-talet.

## Tjärdalar och tjärrännor
En tjärdal är en trattformig grop, utgrävd i en jordsluttning, som används för att producera trätjära. Mot gropen byggs en lutande träbotten och i gropen görs en mila, i vilken kolning sker av kådrik ved. En tjärränna är också anlagd i en sluttning och består av en ränna med omgivande vallar samt en
grop för uppsamling av tjära i nerkanten av rännan. Milan anläggs i detta fall endast i rännan.
Tjärdalar och tjärrännor var lokaliserade till skogrika områden med bestånd av furu, vilket har det största tjärinnehållet. Tidigt användes hela stammar som man katat (skadat barken på) några år tidigare, men när konkurrensen om, och värdet på skogsråvaran ökade övergick man till att använda stubbar som bröts upp med stubbrytare. Bönder och skogshuggare tog till vara stubbar samt sågade och klöv veden till bränningen. När veden var kluven och staplad skulle det hela täckas och då använde man vitmossa med rötterna vända nedåt. Överst packades 5 cm mineraljord för att röken inte skulle tränga ut. Man tände i överkanten och med hjälp av en bälg hölls fyren igång. Tjärdalen låg oftast i en sluttning. Detta gjorde det lättare att tappa tjäran genom en ihålig stock eller ränna vilken mynnade nedanför tjärdalen eller tjärrännan där den kunde samlas upp, oftast i en tunna. (se även Trätjära)

## Tjärstenar

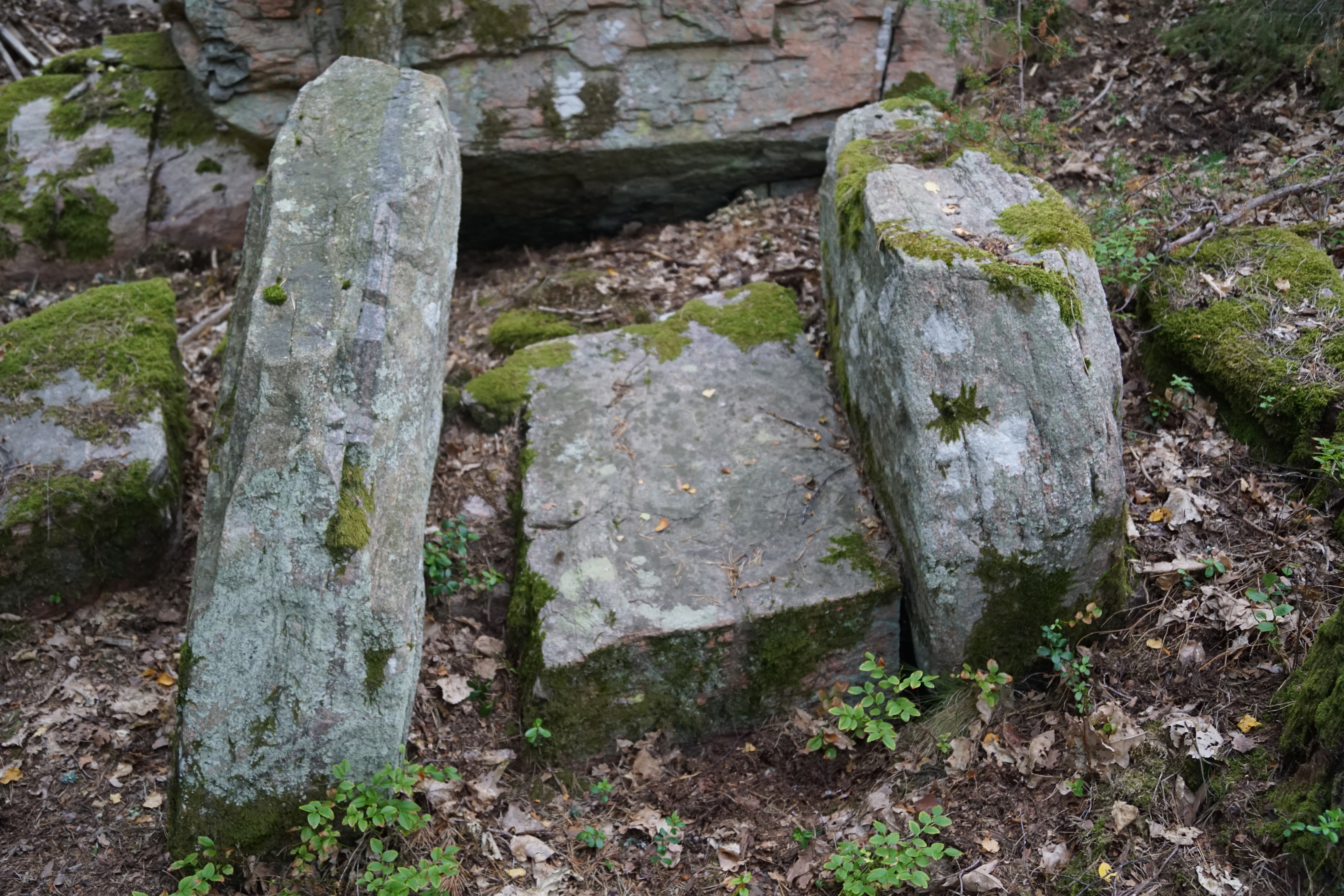
En tjärsten vid ruinen av båtmanstorpet Koljas i Risveden.

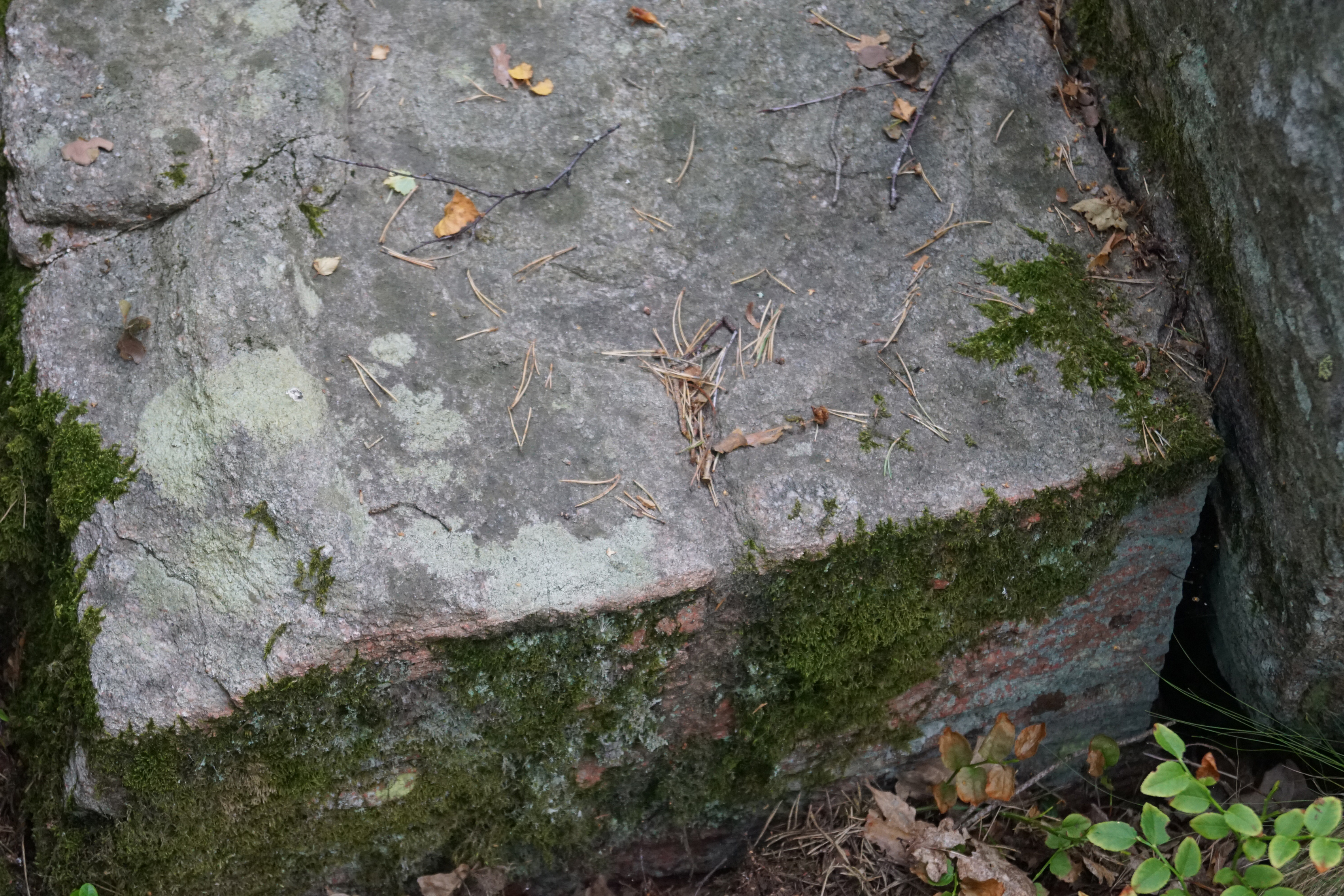
Tjärsten - detalj där man ser den runda skåran som markerar grytans plats och rännan där tjäran rann ut.

För husbehovsbränning användes särskilda tjärstenar. En gjutjärnsgryta packad med ved placerades upp och ner på den sluttande hällen där en ränna huggits ut så att tjäran kunde samlas i ett kärl.

## Användningsområde
Sedan förhistorisk tid har trätjäran använts som ett bra impregneringsmedel för träprodukter och tågvirke som man vill skydda mot väta och därmed röta. 
Användningsområdet för tjäran var förutom smörjmedel och impregnering även medicinsk.
Vid lungsot intogs tjockt tjärvatten i form av dryck och vid bensår blandades en del råtjära med en del sprit för daglig smörjning. Vid blodbrist kokades tjära och havremjöl som rullades till kulor, en kula intogs per dag. Tjära är fortfarande en ingrediens i vissa hudsalvor.
Man kunde även använda tjära som magiskt fördrivningsmedel av olika slag. Till exempel ströks ofta tjärkors på ladugårdsdörrar som skydd för kreaturen.

## Ryssolja
Om man i stället för kådrik ved från barrträd använder den grova barken från björkar får man inte tjära utan en mer lättflytande olja som traditionellt – speciellt i Ryssland – använts för att smörja och behandla läder. Denna olja har en mycket stark rökig lukt och kallas ofta ryssolja.